# Подмыв
Подмыв — тип эрозии, разрушение морских обрывов и склонов, а также берегов реки, особенно на вогнутых берегах излучин, водными потоками и волнами.
Подмыв может привести к разрушению гидротехнических сооружений — К. Шевалье приводит пример падения моста Вильсона в Туре в 1978 году — и исторически являлся типичной причиной разрушения мостов, хотя ситуация изменилась с удешевлением глубоких фундаментов, в частности, длинных свай.
Шевалье с соавторами выделяет контактный подмыв (на границе воды и почвы) и объёмный (вода фильтруется сквозь размываемый материал).